# Neel Rønholt
Neel Rønholt, född 17 september 1984 i Köpenhamn, är en dansk skådespelare.

## Biografi
Rønholt har bland annat medverkat i den danska julkalendern om halvnissen Tinka tre gånger där hon spelar Tinkas fostermamma Nille. Hon medverkar även i den danska serien Orkestern. 2019 medverkade hon i Vild med dans (danska versionen av Let's Dance) där hon slutade på en femteplats. Hon är gift med skådespelaren Jens Sætter-Lassen, och tillsammans har de två döttrar.

## Filmografi (i urval)
- 2006 – Efter bröllopet
- 2010 – Truth About Men (originaltitel: Sandheden om mænd)
- 2012 – Brottet (TV-serie)
- 2015 – Drömmarnas jul (TV-serie)
- 2017 – Tinkas juläventyr (TV-serie)
- 2019 – Tinka och kungaspelet (TV-serie)
- 2013–2022 – Badhotellet (TV-serie)
- 2022 – Tinka och själens spegel (TV-serie)
- 2023 – The Angel Maker (originaltitel: Englemageren)
- 2019–2024 – Sjuksystrarna på Fredenslund (TV-serie)
- 2022–2024 – Orkestern (TV-serie)
- 2024–2025 – Kodnamn Storfurstinnan (TV-serie)  (dokumentär)
- 2025 – Under stjernerne på himlen